# Русстройбанк
АО «РУССТРОЙБАНК» — российский коммерческий банк. Полное наименование — Акционерное общество «РУССКИЙ СТРОИТЕЛЬНЫЙ БАНК» (англ. Joint-Stock Company «RUSSIAN CONSTRUCTION BANK»). Сокращённое наименование — АО «РУССТРОЙБАНК» (англ. JSC «RUSSTROYBANK»). Штаб-квартира — в Москве. Генеральная лицензия на осуществление банковских операций Банка России № 3205 от 7 сентября 2012 года. Лицензия на осуществление банковских операций с драгметаллами № 3205 от 6 июля 2006 года. Участник системы страхования вкладов (ССВ) под № 607.

## История
Кредитная организация зарегистрирована 27 января 1995 года под названием КБ «Реставрациястройбанк», в 2001 году преобразована в открытое акционерное общество. В сентябре 2006 года было изменено название и организационно-правовая форма на закрытое акционерное общество «РУССКИЙ СТРОИТЕЛЬНЫЙ БАНК» (ЗАО «РУССТРОЙБАНК»).
22 октября 2015 года руководство банка заявило, что 6 октября 2015 года сотрудники ФСБ РФ произвели незаконный осмотр помещений банка во время плановой проверки сотрудниками ЦБ РФ. Руководство банка полагает, что эти действия были направлены на простой рейдерский захват банка.
26 октября 2015 года банк временно прекратил выдавать денежные средства со вкладов и ввёл режим предварительной записи на получение депозитов.
Прямой кандидат на лишение лицензии, рейтинг С, прекратил только выдавать денежные средства, но не принимать их.
18 декабря 2015 года у московского «Русского строительного банка» (Русстройбанка) была отозвана лицензия Банка России на осуществление банковских операций из-за несоблюдения требований законодательства и нормативных актов ЦБ, невозможности удовлетворить требования кредиторов, а также вовлеченности в сомнительные транзитные операции в крупных объемах.

## Руководство
Председатель Совета директоров — Иващук Николай Григорьевич.
Председатель Правления — Струков Андрей Петрович

## Рейтинги
Банк входит в ТОП-150 банков России. Согласно рейтингу агентства «Интерфакс» по итогам 2014 года он занял 137 место по размеру активов.
Портал Bankir.Ru присвоил РУССТРОЙБАНКу по итогам 2014 года 101 место по размеру кредитного портфеля, 93 место в рейтинге «Вклады физических лиц», а также 131 место согласно рейтингу «Привлечённые средства от организаций».
В 2014 году агентство «Эксперт РА» подтвердило банку рейтинг кредитоспособности на уровне А — «Высокий уровень кредитоспособности». 23 октября 2015 года Рейтинговое агентство RAEX («Эксперт РА») понизило рейтинг кредитоспособности Русстройбанка до уровня «В» — «низкий уровень кредитоспособности», прогноз — «негативный».
Также «Агентство ипотечного жилищного кредитования» присвоило РУССТРОЙБАНКу наивысший рейтинг поставщика закладных — банк вошел в 1-ю группу качества.

## Деятельность
- Ассоциированный член международной платежной системы VISA International[16] и аффилированный член международной платежной системы MasterCard[17].
- Включен Федеральной таможенной службой в реестр кредитных учреждений, имеющих право выдавать банковские гарантии участникам внешнеэкономической деятельности[18].
- Участник государственной программы финансовой поддержки малого и среднего предпринимательства, реализуемой ОАО «Российский Банк поддержки малого и среднего предпринимательства».[19]
- Участник систем международных денежных переводов Western Union, Юнистрим[20] и «Золотая корона».[21]

### Развитие
Собственный капитал банка на 1 апреля 2015 года возрос до 4 511 млн рублей, что на 44 % превосходит прошлогодний показатель.. Активы банка увеличились по сравнению с аналогичной датой предшествующего года на 33 %. Размер кредитного портфеля на 01.04.2015 составил 28 760 млн рублей, что на 6 953 млн рублей выше, чем в прошлом году. Кредитный портфель МСБ вырос на 4 900 млн рублей и составил 22 390 млн рублей.
Банк постоянно проводит работу по привлечению новых надёжных клиентов и поддерживает свою репутацию на высоком профессиональном уровне. Один из основных показателей доверия компаний к финансовому партнеру, которым банк является для клиентов — объем привлеченных средств от клиентов. Общий объем средств от юридических лиц, включая депозиты, на 01.04.2015 составил 6 644,3 млн рублей, 19 636,8 млн рублей — средства, размещенные физическими лицами на свои счета.
На 1 апреля 2015 года в банке открыто более 27,7 тысяч счетов юридических лиц и более 109,6 тысяч счетов частных лиц.

### Региональная сеть и филиалы
По состоянию на май 2015 года банк имеет более 80 офисов в разных регионах страны. Филиалы банка созданы в Волгоградской области и Ставропольском крае (в городах Пятигорск и Ессентуки). В Москве и Московской области работают более 60 операционных офисов, в Тверской области — 7, 2 офиса — в Воронеже и один в Калуге.

### Ипотечное кредитование
Банк аккредитован в государственной компании ОАО «Агентство по ипотечному жилищному кредитованию» (АИЖК). По данным последнего опубликованного рейтинга агентства «РосБизнесКонсалтинг» в первом полугодии 2013 года банк занял 35 место в рейтинге российских банков по объему выданных ипотечных кредитов.